# Ancora una notte insieme (singolo)
Ancora una notte insieme è l'ultimo singolo dei Pooh cantato a 4 voci (Roby, Dodi, Stefano e Red) prima dell'addio di D'Orazio dopo 38 anni dietro la batteria del gruppo.

## Il singolo
Il singolo, scritto da Valerio Negrini e messo in musica da Roby Facchinetti, racconta l'attesa prima dell'addio di qualcuno perché  c'è da passare "ancora una notte insieme".

## Formazione
1. Roby Facchinetti: voce, pianoforte e tastiere.
2. Dodi Battaglia: voce e chitarra.
3. Red Canzian: voce e basso.
4. Stefano D'Orazio: voce e batteria.